# Chemik Bydgoszcz
El Chemik Bydgoszcz es un club de voleibol de Bydgoszcz, en el voivodato de Cuyavia y Pomerania, en Polonia. Actualmente juega en la Polska Liga Siatkówki, la máxima categoría del país.

## Historia
El club fue fundado en 1949, pero fue cerrada en 1961. En 1975 se volvió a refundar por varios jóvenes de la ciudad. En 2006, y después de haber estado jugando varios años en la segunda división del país, ascendió a la Polska Liga Siatkówki (llamada por motivos de patrocinio PlusLiga) bajo el nombre de BKS Delecta-Chemik Bydgoszcz. El 15 de mayo de 2007 cambió su nombre por el de Transfer Bydgoszcz, cuando pasó a ser una sociedad anónima.
En 2013 el club tuvo la oportunidad de disputar la Copa CEV, pero el Transfer renunció a jugar el torneo.